# سوناكوم الفئة ام
سوناكوم الفئة ام هي فئة من الشاحنات من صنع الشركة الجزائرية للعربات الصناعية. تتوفر الفئة ميم على ثلاثة أحجام هي ام 120 و ام 210 و ام 230   إضافة إلى نموذجين جديدين هما ام 260 و ام 350.

## سوناكوم ام 120
هي نسخة رباعية الدفع 4X4 من الشاحنة ك120 ، و الحصة الكبيرة من هاته الشاحنات يتم توجيهها للجيش الوطني الشعبي الجزائري و بعض الشركات الوطنية .

## سوناكوم ام 210، م230
هي شاحنات عسكرية بالدرجة الأولى ، لكنها تستخدم أيضاً من طرف مصالح الوقاية المدنية إضافةً إلى بعض الشركات 
الوطنية بحيث يتم توظيفها كرافعة في غالب الأحيان .

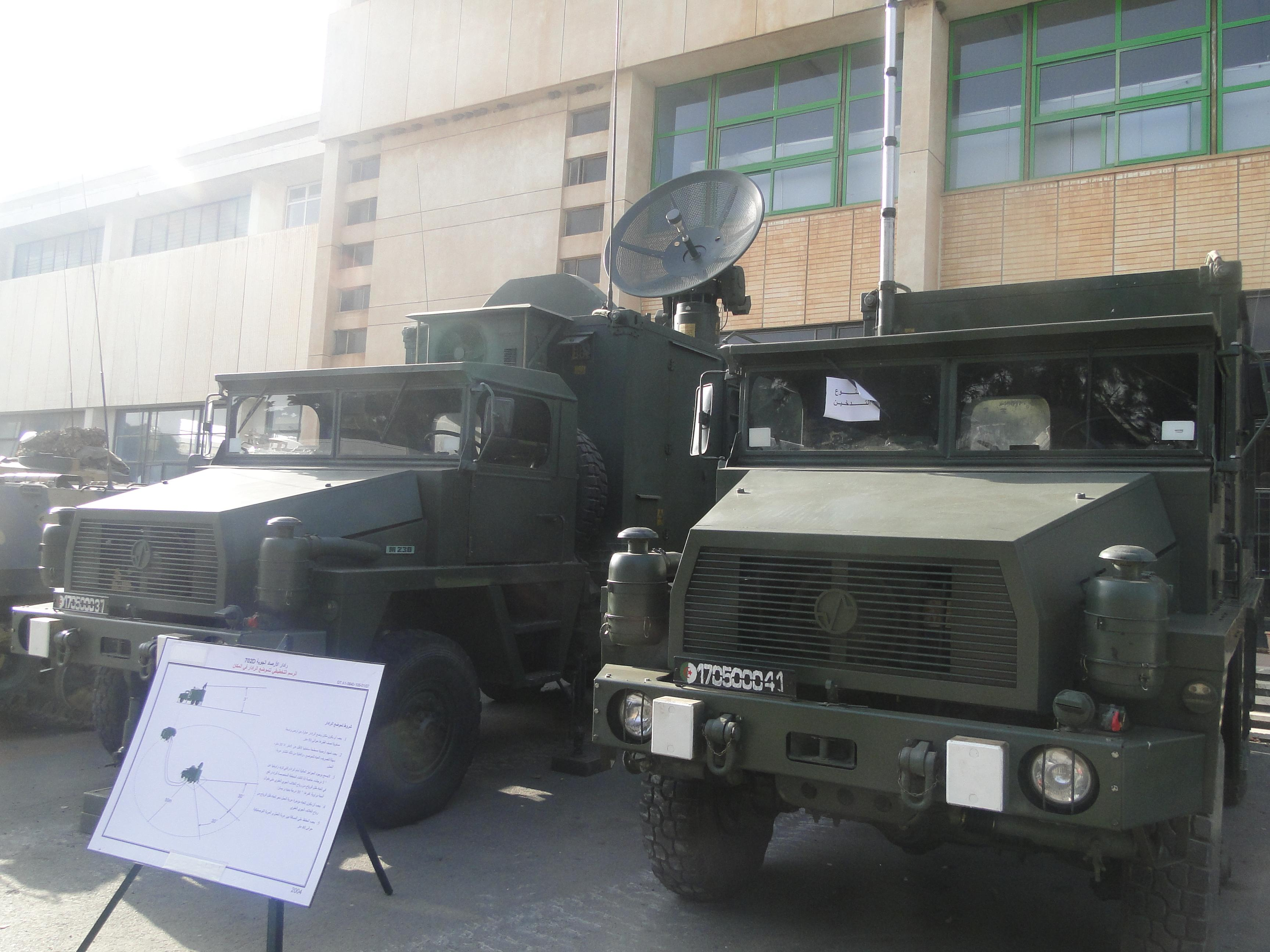

- قوة محرك الشاحنتين حسب الأرقام التي تتبع الحرف "م"
- م210 هي الشاحنة الفائزة بالمركز الأول لرالي داكار سنة 1980 .

## سوناكوم ام 260 (نموذج)
تعتبر الشاحنة سوناكوم م260 نموذج مطور من الشاحنة م230 حيث تم زيادة طولها للسماح بحمل شحنات ذات حجم أكبر إذ أن هذه الشاحنة موجهة لنقل المعدات العسكرية بالدرجة الأولى, لم تدخل بعد في الخدمة

## معرض للصور

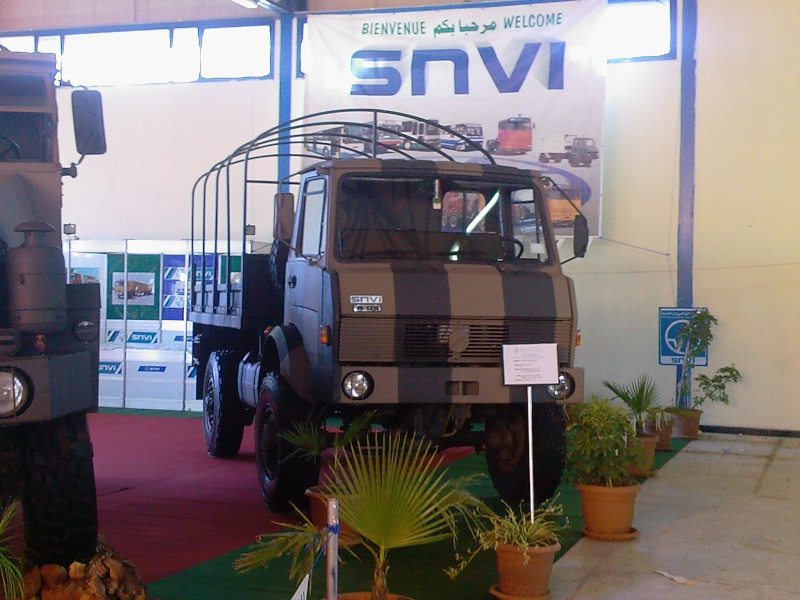
سوناكوم ام 120، شاحنة عسكرية